# 四川ドラゴンズ
四川ドラゴンズ（スチュアンドラゴンズ）は、中華人民共和国四川省成都市を本拠地としていた中国野球リーグのチーム。西南華北地区に所属。
本拠球場は成都金牛球場（2005年から本拠球場、観客席1400席、1991年完成）。監督は朱彬。
中国野球リーグのチームは基本的に地元の省代表チームの選手で構成されるが、四川には河南省や甘粛省等から派遣されている選手も在籍する。
漢字では「四川蛟龍（しせんこうりゅう）」と呼ばれることもある。

## 沿革
- 1979年　結成される。
- 1985年　リーグ戦、全国選手権大会制覇。
- 1986年　リーグ戦、全国選手権大会制覇。
- 1987年　第6回全国体育大会制覇。
- 2004年　希望リーグ（2005年にプロリーグ参入を決める大会）で、20戦全勝により1位で突破し中国野球リーグに加盟した。

## 主な所属選手
投手
- 9  趙偉
- 11  蒋博涵
- 13  周趙佳沐
- 16  周鴻亮
- 27  鄧陳洪
- 35  李富龍
- 39  甘泉（英語版）
- 69  張昊
- 77  韓浩楠

捕手
- 20  金利民
- 46  李旭弘
- 55  李承橙

内野手
- 3  郝佳奇
- 6  李雨洋
- 15  李浩
- 30  袁宏濤
- 97  張寧

外野手
- 7  秦培林
- 8  方澤鑫
- 10  邢文彬
- 12  勾鑫傑
- 34  鄧少虎
- 48  浦恩波
- 56  何富民

## かつて所属した選手
- 郭有華
- 祝万雲
- 陳坤
- 卜濤
- 劉雅卿
- 李林
- 謝鵬
- 張伏佳
- 馮飛
- 清水広貴
- 趙博